# Monó
Monó a Szilágyság egy viszonylag nagy, közel hatvan magyarlakta települést felölelő néprajzi tájegység egyik falva. A magyarság ezerszáz éve jelen van itt, a honfoglalás óta folyamatosan. Sajátságos és átmeneti vidék, az Alföld felől nézve Erdély része, a történeti Erdély területét vizsgálva a Partium történeti-földrajzi terminussal jelölhető.

## Földrajzi fekvése

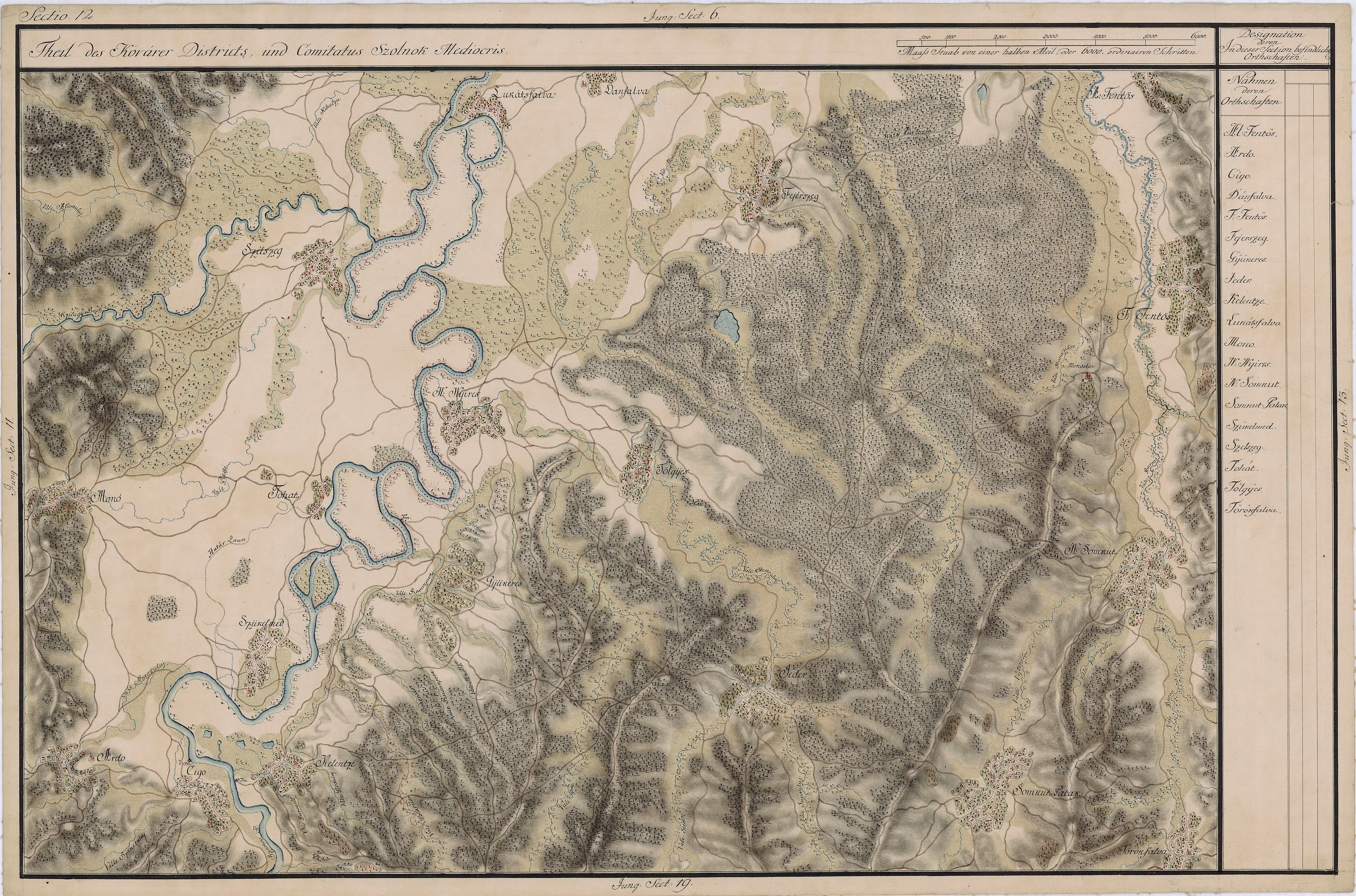
Momó egy régi térképen

A „hepehupás” Szilágyság földrajzilag és etnikailag négy belső kistájra tagolható, ezek a Tövishát, a Kraszna-vidék, Berettyó-felvidék és a Szamos-mellék.
Monó földrajzi elhelyezkedése a Szilágyság belső kistájait tekintve ellentmondásos. Egyes nézetek szerint Tövisháthoz, mások szerint a Szamos-mellékhez sorolható (vö. Szabó 1999: 19-20; Magyar 2007: 32-36).
Az egyik nézet szerint a Szilágyság legtöbb magyarlakta települését magába foglaló, etnikailag leghomogénebb kistája a Tövishát. 
Történelmileg a Szilágy- és Mázsa-patak területét foglalja magába. A beszédes név értelemszerűen a terméketlenséget sugalló tövisre és a völgyeket elválasztó hátakra, domborulatok gerinceire utal. A helynévmagyarázó monda szerint „Itt mind régen a tatárjárás után olyan tüviskés vót, nem dógozták úgy a fődeket, s ezért lett, azért mondják: tüvis háta ez a hely. Onnan került ez az elnevezés.” ( Magyar 2007: 274) Nevét így a szomszédos tájak lekicsinylő, leértékelő neveiből kaphatta, ugyanakkor a tövis elnevezés utalhat a töviságakból készült kerítésre, mely számos falu jellegzetessége ebben a térségben. Ez a vidék a Szilágyság legarhaikusabb kistája. 30-40 falu, és egy nagyobb város, Szilágycseh tartozik ide, területileg, pedig a Szamos, a Mázsa- és a Zilah-patak által határolt háromszögben fekszik. 
A másik nézet szerint Monó a Szamos-mellék (Szamoshát) kistájhoz tartozik, mely tájat gyakran a Tövisháttal összefüggésben említik. Ez a vidék valaha a magyarság által sűrűn lakott területek közé tartozott, ám a XVII-XVIII. század hadjáratainak köszönhetően felszámolták az itteni középkori lakosságot. A Szamos-mellék centrumát már a Nagybánya felé tekintő falucsoport alkotja, mely leginkább őrzi a táj egykori etnikai jellegét, különös tekintettel Szamosardóra és testvérközségére Monóra.
A település a történelmi Szilágyság egyik legészakibb települése. A falu egyik jelképe, a Domb, melyet körbekerít a Szamos és a Szilágy-patak. A Domb legmagasabb csúcsa a Vigyázó, melyről a történeti földrajzi hagyományok így emlékeznek meg: „ A Vigyázó itt a vidék legmagasabb pontja. Onnan figyelték a falusiak az ellenséget.” ( Magyar 2007: 271 ). A falu neve valószínűleg a Nagymon utótagjaként alakult ki, annak –ó képzős kicsinyítő alakjából.
Ezen térségbe tartozó falvakról elmondhatjuk - úgy, mint más települések esetében is- hogy a földrajzi és természeti tényezők azok, melyek nagyszámban meghatározzák egy adott település építését, kinézetét. A falvak fekvése körkörösnek mondható, mert a dombok lejtőinek lábánál találhatóak, közel a völgyekben futó folyókhoz.

## Története
Mono nevét a történelmi források 1423-ban említették először Mono néven. Neve később 1545-ben Monov, 1548-ban Mano, 1549-ben Mono, majd Monno formákban fordult elő.
A középkorban Középszolnok vármegyéhez tartozott. 1387-ben Aranyos várának, majd 1545, 1564, 1570-ben Hadad várának tartozékaként volt említve. 1604-ben Dengelegi és a Gyulafi birtokokhoz tartozott, 1627-ben pedig a csehi várhoz tartozóként volt említve.
1423-ban Kusalyi Jakcsi György fiát Jánost és ennek nejét Annát meg fiait: Lászlót és Györgyöt iktatták be a falu birtokába.
Egy 1451 évi oklevél itt Vicsa (Vincza) és Udvarhely között Máma nevű birtokot említett. E névben Monó lappanghat, melyet ekkor Báthory Szaniszló fiának, Istvánnak itéltek Kusalyi Jakcsi László fiai: András és László ellenében.
Egy itteni részbirtokba 1472-ben Bélteki Drágfi Miklóst és fiait: Bertalant, Ferencet, Györgyöt és Pétert iktatták be. 1475 körül Monó a népesebb helységek közé tartozott. 1543-ban Drágfi Gáspár és Jakcsi Mihály között oszlott meg. 1549-ben Monoon néven volt említve, mint Drágfi özvegyének birtokaként említették. 1564-ben a hadadi várhoz tartozóként volt említve, később Somlyói Báthori Annától Dobszai János nyert egy itteni részt, a kit abba be is iktattak. 1589-ben Báthori Zsigmond egy itteni részbirtokot Kőrösi Istvánné Parlagi Magdolnának és Dengelegi Miklósné Parlagi Annának adott, majd 1593-ban Somlyói Báthory Zsigmond itteni részbirtokának egy részét Gyulafi Lászlónak adta, aki 1595 okt. 12-én pedig megengedte Gyulafi Lászlónak, hogy e részbirtokával szabadon rendelkezzék, mint ezt pl. Ardónál is láttuk.*
1603-ban monói részbirtokát 200 forintért Dengelegi Miklósnak zálogosította el, míg 1617-ben egy részbirtokon Rozsályi Kún Lászlóné Ábránfi Katalin és özv. Dengelegi Miklósné Parlagi Anna osztoztak meg.
1627-ben csehi várhoz tartozott, ekkor Monón a Gyulafi-család osztozott meg. 1637-ben pedig Gyulafi Sámuel Cseh várában kelt végrendeletében többek között a monói szőlőket egész határival, tizedével és kilencedével édes anyjának, Széchy Katának hagyta. 1673 decemberében már gr. Gyarmathi Balassi Imrené gr. Barcsai Judit végrendelkezett felette, aki férjének hagyta e falu felét; úgy, hogy annak halála után fiára és leányaira szálljon.
1797-ben a község főbb birtokosaiként: gr. Toldi Zsigmond, Horváth Zsigmond, br. Huszár Antal és József, gr. Gyulai József, Berzenczei Mihály, Baranyai József, Zudor László, Szabadszállási György, özv. Pongrácz Sámuelné, Keresztes Mihály és Kertész-Szabó Sámuel szerepeltek az összeírásban.

## Szerkezete
Monó települése a halmazfalu típusba sorolható. A házakat az fő/utcára merőlegesen építették, nagy részét domb irányába. A házak az utca két oldalán úgy néznek ki, mintha egymás tükörképei lennének. Általánosságban a telek bal oldalán található a lakrész, a telket pedig mintegy lezárva a csűr- ha a falu jobb oldali házait tekintjük Sülelmed felől. A jobb oldalon lévő házak elhelyezkedése pont ennek a fordítottja.
Közigazgatásilag a faluban utcanevekkel nem találkozunk. A házak számozása nem a hazai megszokott, a sorszámok egymás után követik egymást- beleértve a beugró utcákat is.
A lakosság azonban az utcákat, határokat és dűlőket nevekkel látta el. Fontosabb utcái: Felszeg, Alszeg, Kis utca, Tóth utca, Hajnal utca, Kecskehát, Temető út, Firma útja, Szablód és Miklós utca. A határ- és dűlőnevek közül a legfontosabb: a Nyilas, Rózsadomb, Fenyves, Vigyázó, Hidegkút, Kövicses és az Égerháti szőlő.
A falu központjában, a Felszeg felé találhatjuk a fontosabb épületeket, mint a református- és ortodox templomot, a pünkösdisták imaházát, az iskola, óvoda épületét és a községházát. Égerhát felé pedig a Jehova Tanúinak Királyság-termét. A különböző felekezetek temetői a Dombon helyezkednek el, egymás mellett. 
Monó megpróbál lépést tartani fejlődő világunkkal, de mindemellett ápolja a hagyományokat is. Mesemondó, -olvasó foglalkozásokkal, táncházzal, népviseleti ruhák gyűjtésével fáradoznak fenntartani kultúrájukat, hagyományaikat. A hagyományokat még őrzik emlékezetükben, s a magyar fiatalok mintegy újra „előveszik” a népszokásokat. 

## Lakossága
Monó (ma Monó, illetve Manau/Monau) közigazgatásilag a Szamoshát térségbe, Máramaros megyébe, Sülelmed községhez tartozik. A falu összlakossága 1126 fő. Etnikailag a román és a magyar nemzetiségűek lakják. A magyarok száma 646 fő, a románoké 480 fő (Varga 2002:83). 
Monó lakossága vegyes, 57%-ban magyarok, 43%-ban románok lakják. Felekezeti megoszlása a következő: református: 606 fő (ebből helyi lakos 550 fő), ortodox: 456 fő, Jehova tanúi: kb. 50 fő, pünkösdista: kb. 80 fő, egyéb: kb. 10 fő.
A falu lakosságának száma folyamatosan csökken. Ennek okai között szerepel az alacsony születési szám, a falu kiöregedése, a jobb élet- és munkalehetőségek miatti nagyobb városokba pl. Nagybányára, Zilahra , és külföldi országokba való költözés.
A monói lakosok nagy száma még mindig földműveléssel - vegyes háztáji gazdálkodással foglalkozik. A teljes megélhetés érdekében azonban a családfők és a fiatalok gyakorta a közeli nagyobb településeken, nagyobb gyárakban dolgoznak. Ilyen például a sülelmedi varroda, a nagybányához közeli Moller elektronikai cég, de nagyon sokan alkalmi munkákból pl. kőművesmunka tartják el családjaikat. Tőkehiány miatt kevés a kisiparos, annál több viszont azok száma, akik külföldi munkával keresik a mindennapi kenyeret.

## Vallási felekezetek
Monó vallási élete, figyelembe véve, hogy lakossága már régtől fogva vegyes, megosztott. A történelem folyamán a magyar etnikum nagy számban református vallású, a román nemzetiségűek pedig az ortodox vallás hívei voltak. A két fő vallás mellett a New Age vallásoknak köszönhetően megjelentek a térségben a neoprotestáns felekezetek. Főként a Jehova tanúi és a pünkösdisták. 
Ezen vallási közösségek a faluban jelentős létszámmal, templommal vagy imaházzal is rendelkeznek.

## Nevezetességek
- Evangélikus református temploma 1825-ben és 1838-ban épült, jobbára Széplaki Horváth Zsigmond és neje b. Bánfi Mária adományából. Az egyik harangját 1718-ban, a másikat 1851-ben öntötték.

## Híres emberek
- Itt született 1929-ben Nagy-Tóth Ferenc romániai magyar botanikus, algológus, a Magyar Tudományos Akadémia külső tagja.